# 岡元あつこ (漫画家)
岡元 あつこ（おかもと あつこ、1955年〈昭和30年〉1月2日 - ）は、日本の漫画家。北海道出身。初期は岡元敦子の名義で作品を発表していた。

## 略歴
1973年『別冊少女コミック』1973年12月号掲載「黒い瞳のアヒル子」（第2回別コミ準新人賞受賞作）で漫画家としてデビューした。デビュー後3年ほど、『別冊少女コミック』・『週刊少女コミック』に作品を発表している。『プチコミック』が創刊後は、同誌での仕事が中心となり、この頃、岡元あつこに名義を変更している。
キャラクターの目鼻立ちのはっきりした、ある意味コミカルな、独特な特徴を持った絵を描いていた。

## 作品リスト
- 黒い瞳のアヒルの子 別冊少女コミック 1973年12月号
- 紫色の扉 別冊少女コミック1974年1月号
- 屋根裏ラットパトロール 別冊少女コミック1974年2月号
- ブルーデンスのステキな水曜日 週刊少女コミック1974年16号（4月14日号）
- ポケットは恋でいっぱい 別冊少女コミック1974年5月号
- 幸福のしずく 別冊少女コミック1974年6月号
- りんごの木の下物語 週刊少女コミック1974年28号（7月7日号）
- 昼下がりのジョージ 別冊少女コミック1974年8月号
- 風鈴のある風景 週刊少女コミック1974年夏の増刊号（8月28日号）
- フリス家のお嬢さん 週刊少女コミック1974年41号（10月6日号) -  44号（10月27日号）
- 不思議なタマゴ焼き 別冊少女コミック1974年11月号
- ヒイラギ写真館 週刊少女コミック1974年冬の増刊号（12月24日号）
- セミア 別冊少女コミック1975年2月号
- みつばち白書 週刊少女コミック1975年12号（3月16日号）
- 青い羽根・青い鳥 週刊少女コミック1975年18号（4月27日号）
- バレリーナ（週刊少女コミック1975年27号（6月29日号） - 33号（8月10日号）
- 夢の少年 別冊少女コミック1975年11月号
- まほうキャット 別冊少女コミック1976年1月号
- ペパーミントラブ 別冊少女コミック1976年3月号
- タンポポ荘の下宿人 別冊少女コミック1976年5月増刊号 ちゃお
- 虹のおりる丘 ＊ 週刊少女コミック1976年27号（6月27日号）
- 金平糖もらっちゃお！ 別冊少女コミック1976年10月号
- お菓子館にとびこんで 週刊少女コミック1976年41号（10月13日号）
- フラッシュはおあずけ!? 別冊少女コミック1977年1月号
- 君よ知るや黄昏の国 プチコミック1977年1月号
- 初恋のいたずら プチコミック1977年4月号
- ふきのとう物語 週刊少女コミック1977年15号（4月3日号）
- 星くずの園 プチコミック1977年7月号
- すずらん ＊ 小学六年生1977年8月号
- 17（セブンティーン）フリーダム　プチコミック1977年9月号
- ロビンに伝えて 花とゆめ1977年夏の増刊号（9月30日号）
- 絵の中の翼にのって プチコミック1977年11月号
- 三日月夜　週刊セブンティーン1978年1月5日増刊号
- シェリトリンド 果鈴 プチコミック1978年早春の号
- 薬子ふしぎの８時間 花とゆめ1978年5号（3月5日号）
- 夢織りオルゴール プチコミック1978年5月号
- 果鈴シリーズ
  - はいすく～るチャイム プチコミック1978年6月号
  - 果鈴玉琴 プチコミック1978年8月号
  - もみじが踊る プチコミック1978年11月号
  - ラブ・フォーカス プチコミック1978年12月号
  - 気ままな猫のように プチコミック1979年2月号
- デリラ 花とゆめ 1978年夏の増刊号（9月10日号）
- あつこの倫敦日記 プチコミック1978年11月号
- ちっぽけな傷心 プチコミック1979年4月号
- パパって呼ばせて プチコミック1979年5月号 - 9月号
- ああせいこうせい同棲　プチコミック1979年12月号 - 1980年9月号
- ここだけの秘密ね プチコミック1980年11月号
- 奏でるままに プチコミック1981年3月号
- ギャンブラーの美学とは プチコミック1981年5月号
- さらば愛しのギャンブラー プチコミック1981年10月号
- ととかまキャット デュオ1982年3月号
- マンハッタン任侠ブルース プチフラワー1984年7月号
- Goodbyシャックリプリンセス プチフラワー1984年11月号
- ミステリーは塩味で プチフラワー1986年1月号

## 単行本リスト
- 『はつ恋』世界名作コミック3 ユニコン出版（1976年12月発行）
- 『ひいらぎ写真館』サンコミックス 朝日ソノラマ （1977年11月発行）
  - 収録作品：「ひいらぎ写真館」、「紫色の扉」、「虹のおりる丘」、「不思議なタマゴ焼き」、「黒い瞳のアヒルの子」、「17フリーダム」，「すずらん」